# 吉村廉
吉村 廉（よしむら れん、1903年1月28日 - 1988年1月21日）は、佐賀県東松浦郡浜玉町出身の日本の映画監督。

## 略歴
佐賀県立唐津中学校（旧制）、東京写真専門学校卒業。1925年、助監督として日活京都大将軍撮影所へ入所。その後、太秦撮影所では内田吐夢監督の助監督を務め、1931年に『作業服』で監督デビューを果たした。
歌謡曲を題材とした、歌謡映画を多く監督したが、1965年(『 大日本チャンバラ伝 』を監督した後)監督業から引退した。

## 主な作品
- 十二番の聖歌 (1935年、日活多摩川)
- 令嬢殺し犯人 (1938年、日活多摩川)
- 我が家の大将(1939年、日活多摩川)
- 最後の帰郷（1945年、大映）※田中重雄と共同担当。
- 絢爛たる復讐 (1946年、大映)
- 美貌の顔役 (1949年、大映東京)
- 検事と女看守（1949年、大映東京）
- 白雪先生と子供たち (1950年、大映東京）
- 女医の診察室（1950年、新東宝＝滝村プロ）
- 街の小天狗 (1952年)
- 呼子星
- 紅椿 (1953年)
- 虹の谷 (1955年)
- 少年死刑囚
- 初恋カナリヤ娘
- ドラムと恋と夢 (1956年)
- デンスケの宣伝狂
- ただひとりの人
- 青春の冒険 (1957年)
- 哀愁の園
- 忘れ得ぬ人 (1958年)
- 東京野郎と女ども
- 星は何でも知っている
- 少女と風船
- お笑い三人組
- お月さん今晩わ
- 東京ロマンス・ウェイ (1959年)
- 泣かないで
- 小雨の夜に散った恋 (1960年)
- 香港秘令０号
- よせよ恋なんて
- 東京のお転婆娘 (1961年)
- 天に代わりて不義を討つ
- 一本杉はなにを見た
- お父ちゃんは大学生
- サラリーマン物語　敵は幾万ありとても (1962年)
- 霧に消えた人 (1963年)
- 結婚作戦要務命令
- サラリーマン物語　勝って来るぞと勇ましく
- アカシアの雨がやむとき
- 美しい十代 (1964年)
- 大日本ハッタリ伝 (1965年)
- 大日本チャンバラ伝

## 脚註
1. 1 2 3 4 5 6  “20世紀日本人名事典「吉村 廉」の解説”.   KOTOBANK. 2022年8月17日閲覧。
2. ↑  “吉村廉”.   Kinenote. 2022年8月17日閲覧。
3. 1 2  “吉村廉”.   映画DB. 2022年8月17日閲覧。